# Rhinella quechua
Espèce
Synonymes
- Bufo quechua Gallardo, 1961
- Bufo echinodes Reynolds & Foster, 1992

Statut de conservation UICN

 VU B1ab(iii) : Vulnérable
Rhinella quechua est une espèce d'amphibiens de la famille des Bufonidae.

## Répartition
Cette espèce est endémique de Bolivie. Elle se rencontre dans le département de Cochabamba et dans la province de Manuel María Caballero dans le département de Santa Cruz entre 1 900 et 2 600 m d'altitude sur le versant Est de la cordillère Orientale.

## Publication originale
- Gallardo, 1961 : Three new toads from South America: Bufo manicorensis, Bufo spinolosus altiperuvianus and Bufo quechua. Breviora, no 141, p. 1-111 (texte intégral).